# Urbán Zoltán
Urbán Zoltán (1960. július 9. – Flachau, 2017. december 30.) magyar üzletember, bankár, az Eximbank vezérigazgatója.

## Életpályája
1997-2001 között a Hypo Vereinsbank Hungária ügyvezető igazgatója, majd  ő volt 2001-2002 között a Magyar Fejlesztési Bank (MFB) vezérigazgató-helyettese. Ezt követően 2003-2004 között a Dresdner Bank Hungaria ügyvezető igazgatója volt. 2004-től 2010-ig a Landesbank Baden-Württenberg (LBBW) hazai képviseletének vezetőjeként dolgozott, ő készítette elő ennek a banknak a magyarországi terjeszkedését. 2010-től ismét az MFB Zrt. vezérigazgató-helyettese, majd 2014 januárjában kinevezték a Garantiqa Hitelgarancia Zrt. vezérigazgatójává.
Urbán Zoltán 2015. január 5-től az EXIM (Magyar Export-Import Bank Zrt. és Magyar Exporthitel Biztosító Zrt. intézménypáros) vezérigazgatója, valamint a magyar kormány delegáltjaként  az Európai Beruházási Bank igazgatóságának is tagja volt.
Egy fiú; Kristóf, és egy lánygyermek; Emese édesapja volt.
2017. december 30-án Ausztriában síelés közben összeesett és szívinfarktusban elhunyt.

## Nyelvtudása
Angolul, németül, svédül és oroszul beszélt.